# Antarchaea terminalis
Antarchaea terminalis är en fjärilsart som beskrevs av Paul Mabille 1879. Antarchaea terminalis ingår i släktet Antarchaea och familjen nattflyn. Inga underarter finns listade i Catalogue of Life.